# Garzenhaus
Garzenhaus ist eine Hofschaft im Grenzgebiet der beiden Solinger Stadtteile Wald und Ohligs.

## Lage und Beschreibung
Garzenhaus befindet sich abgelegen am Rande eines Waldgebietes nördlich des Baverter Bachs und südlich der Itter, die in einem Bachtal verläuft und die Stadtgrenze zu Haan bildet. Die Alte Heerstraße schließt die Hofschaft an die umgebenden Durchgangsstraßen wie die Baverter Straße an. Der Ort befindet sich nur rund 200 Meter westlich der Nachbarhofschaft Bavert. Südwestlich befindet sich das Gewerbe- und Industriegebiet Monhofer Feld. Im Ort sind noch mehrere historische Fachwerk- und Schiefergebäude erhalten, von denen heute drei unter Denkmalschutz stehen. Garzenhaus ist ferner durch mehrere Wald- und Wanderwege erschlossen.
Benachbarte Orte sind bzw. waren (von Nord nach West): Untenitter, Rolsberg, Häuschen, Bavert, Engelsberg, Schleifersberg, Monhof, Wilzhaus und Schloss Caspersbroich sowie auf Haaner Stadtgebiet die Orte Bruchermühle, Schaafenkotten und Breidenmühle.

## Etymologie
Der Ortsname geht vermutlich auf den Familiennamen Garze zurück. Ähnlich vieler weiterer Hofschaften wurde der Ortsname wohl an den Namen früher Bewohner des Ortes angelehnt, das Haus der Garzes wurde so erst umgangssprachlich, später amtlich zu Garzenhaus.

## Geschichte
Garzenhaus kann bis in das 17. Jahrhundert zurückverfolgt werden und ist damit deutlich jünger als die Nachbarhofschaft Bavert und der ehemalige Rittersitz Schloss Caspersbroich. In dem Kartenwerk Topographia Ducatus Montani von Erich Philipp Ploennies, Blatt Amt Solingen, aus dem Jahr 1715 ist der Ort als Scharzenhüs verzeichnet. Im 18. Jahrhundert gehörte der Ort zur Honschaft Schnittert im Kirchspiel Wald des bergischen Amts Solingen und dort zum Schulbezirk Weyer. Die Topographische Aufnahme der Rheinlande von 1824 und die Preußische Uraufnahme von 1844 verzeichnen den Ort als Gartzenhaus bzw. als Garzenhausen. In der Topographischen Karte des Regierungsbezirks Düsseldorf von 1871 ist der Ort als Garzenhaus verzeichnet.
Nach Gründung der Mairien und späteren Bürgermeistereien zu Beginn des 19. Jahrhunderts gehörte Garzenhaus zur Bürgermeisterei Merscheid, die im Jahre 1856 das Stadtrecht erhielt, und 1891 in Ohligs umbenannt wurde.1815/16 lebten 44 Einwohner im Ort. 1832 gehörte Garzenhaus weiterhin der Bürgermeisterei Merscheid an. Der laut der Statistik und Topographie des Regierungsbezirks Düsseldorf als Hofstadt kategorisierte Ort besaß zu dieser Zeit acht Wohnhäuser und zehn landwirtschaftliche Gebäude mit 59 Einwohnern, davon zwei katholischen und 57 evangelischen Glaubens.
Im Gemeindelexikon für die Provinz Rheinland werden 1885 elf Wohnhäuser mit 91 Einwohnern angegeben, 1895 besitzt der Ort 13 Wohnhäuser mit 101 Einwohnern.
Mit der Städtevereinigung zu Groß-Solingen im Jahre 1929 wurde Garzenhaus ein Ortsteil Solingens. Die in der Hofschaft befindlichen Fachwerkhäuser Garzenhaus 15, 23 und 25 stehen seit dem 22. Januar 1985 unter Denkmalschutz.
Seit den 2000er Jahren wird in der Solinger Lokalpolitik diskutiert, die landwirtschaftlichen Flächen nordöstlich von Garzenhaus in ein Gewerbegebiet umzuwandeln, das sogenannte Gewerbegebiet Buschfeld (Lage) auszuweisen. Für den Erhalt der Natur haben sich Anwohner in der Bürgerinitiative Rettet das Ittertal! zusammengeschlossen. Im Jahre 2018 stimmte der Solinger Stadtrat mehrheitlich gegen eine Verwirklichung des Projektes.